# Le Jugement de Pâris (Floris)
Le Jugement de Pâris est un tableau du peintre flamand Frans Floris qui se trouve dans la collection du musée de l'Ermitage de Saint-Pétersbourg.

## Sujet
Le tableau illustre le sujet populaire de la mythologie grecque antique sur une sorte de concours de beauté dans lequel le prince troyen Pâris choisit la plus belle des trois déesses : Aphrodite, Héra ou Athéna.

## Description
L'artiste choisit de représenter le moment où la pomme de la discorde est présentée à Aphrodite. Outre Pâris lui-même et les trois déesses rivales, l'artiste a représenté Mercure, Cupidon et la déesse de la victoire, Niké, couronnant le vainqueur de la rivalité, Aphrodite, d'une couronne de laurier. Au même moment, Cupidon touche la poitrine de Pâris d'une flèche.

## Historique
Le tableau a été peint vers 1559-1561 avec des peintures à l'huile sur une planche de bois assemblée à partir de cinq planches de chêne orientées horizontalement, parquet de pin. L'historien d'art néerlandais Carl van de Velde, dans son étude de l'œuvre de Floris, note qu'un autre artiste a peut-être participé aux travaux sur le tableau avec Floris, mais ne le nomme pas.
Il a été établi qu'au xvie siècle, le tableau se trouvait alternativement dans les collections amstellodamoises de Niclaes Jonghelinck et de Volcxken Diericx (en), puis ses traces ont été perdues. La première photo du tableau fut publiée en 1908 par James Alfredovitch Schmidt dans la revue Starye Gody (ru) ; il appartenait alors à Piotr Weiner (ru). En 1925, lorsque Weiner a été reconnu coupable dans l'affaire des Lycéens (ru), le tableau a été confisqué et est entré dans les collections de l'Ermitage, où il est exposé dans la salle 262 du Petit Ermitage.

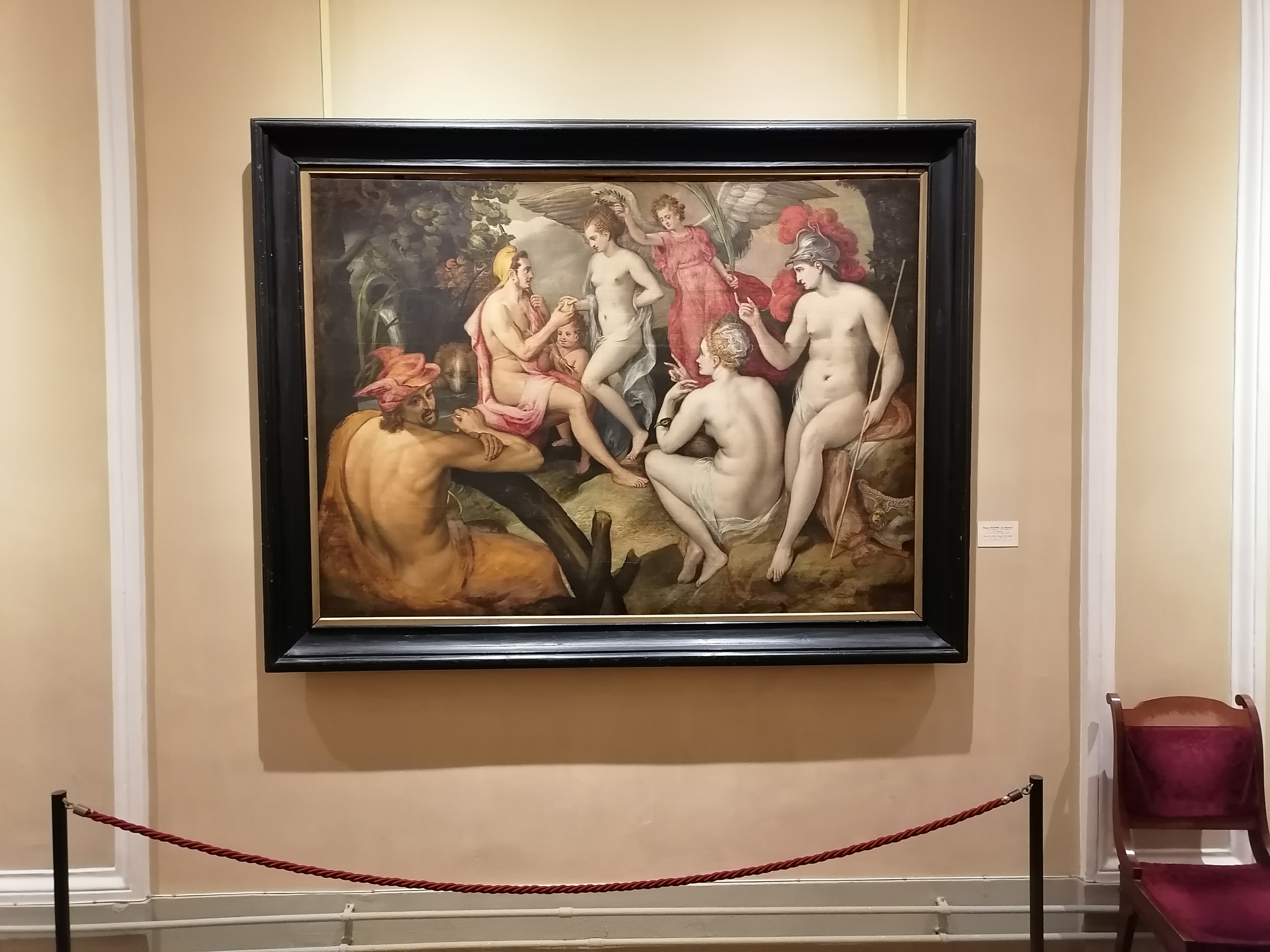
Peinture dans la salle 262 du Petit Ermitage

Le critique d'art soviétique Nikolaï Nikouline (ru), analysant le travail de Floris, a noté qu'après avoir passé plusieurs années en Italie, il était fortement influencé par Michel-Ange et le Tintoret. Floris, à son retour au pays, a tenté de développer son propre style monumental, basé sur les réalisations des maîtres italiens, mais la tâche était au-dessus de ses forces. Il a peint des peintures grand format remplies de personnages mythologiques et bibliques puissants. Nikouline note : « Les thèmes religieux et allégoriques sont interprétés par lui dans l'esprit du maniérisme italien. Elles sont conditionnelles, éclectiques, loin de la réalité. Et dans ces tentatives, bien que pas toujours couronnées de succès, Floris était une sorte de prédécesseur de Rubens. S'attardant séparément sur le Jugement de Pâris, Nikouline écrit :
Le tableau […] est magistralement peint, mais de couleur molle, de dessin sec. Des figures nues idéalisées et maniérées de dieux antiques sont mises en avant. Leurs proportions allongées, leurs virages complexes et leurs courbes sont très arbitraires. Les corps masculins bruns et féminins clairs, presque blancs, sont fortement contrastés.
Une ancienne copie du tableau (huile sur bois, 134 × 161 cm) a été mise en vente aux enchères le 21 mars 1973 par Sotheby's.